# جيرزي هوفمان
جيرزي هوفمان (بالبولندية: Jerzy Hoffman) (و. 1932  م) هو مخرج أفلام، وكاتب سيناريو بولندي، ولد في كراكوف.

## التعليم
تعلم في معهد غيراسيموف للسينما.

## جوائز
حصل على جوائز منها:
- ميدالية الاستحقاق للثقافة [الإنجليزية]‏
- نيشان الاستحقاق الأوكراني من الدرجة الثالثة.

## وصلات خارجية
- جيرزي هوفمان على موقع IMDb (الإنجليزية)
- جيرزي هوفمان على موقع أول موفي (الإنجليزية)
- جيرزي هوفمان على موقع قاعدة بيانات الأفلام السويدية (السويدية)
- جيرزي هوفمان على موقع إن إن دي بي (الإنجليزية)
- جيرزي هوفمان على موقع قاعدة بيانات الفيلم (الإنجليزية)
- جيرزي هوفمان على موقع كينوبويسك (الروسية)